# 막낀부
막낀부(베트남어: Mạc Kính Vũ / 莫敬宇 막경우, ? ~ ?), 또는 막낀호안(베트남어: Mạc Kính Hoàn / 莫敬完 막경완)은 대월 막 왕조의 제9대 황제(재위: 1638년 ~ 1677년)이다. 중국 사서에는 막낀지에우(베트남어: Mạc Kính Diệu / 莫敬耀 막경요)로 적고 있다.

## 생애
막낀코안의 아들이다. 《흠정월사통감강목(欽定越史通鑑綱目)》의 서술에 따르면 1638년에 막낀코안이 죽자 뒤를 이었고, 연호를 투언득으로 개원하였다. 찐짱이 막 왕조에서 황제가 교체되는 틈을 타 군사를 이끌고 북벌하였으나 막 왕조에게 패배하였다. 이후 막 왕조는 여러 차례 병사를 내어 태원(太原) 일대에서 소요를 일으켰다.
1644년, 후 레 왕조는 대대적으로 까오방(高平)을 공격하였으나 막 왕조에게 패배하였다.
1661년, 청나라가 사신을 파견하여 막낀부를 귀화장군(歸化將軍), 안남도통사(安南都統使)로 봉하였다.
1662년, 막 왕조가 양산(諒山) 칠천(七泉)에서 군대를 모아 후 레 왕조에게 빼앗긴 영토를 회복하려고 시도했으나 후 레 왕조에게 패배하였다.
1666년에서 1667년까지 찐딱이 찐깐, 찐동(鄭棟), 딘반따(丁文左) 등 부(部)를 거느리고 대대적으로 북벌하여 까오방을 공격하였다. 막낀부는 성을 버리고 청나라 운남(雲南)의 진안주(鎭安州)로 피신하였다. 막낀부는 그 지역의 관원에게 뇌물을 주어 청나라의 세력을 빌려 까오방으로 돌아가려고 시도하였다.
1669년, 강희제가 이선근(李仙根), 양조걸(楊兆傑) 두 사람을 보내 후 레 왕조에게 까오방 4주, 즉 석림(石臨), 광연(廣淵), 상랑(上琅), 하랑(下琅)을 막 왕조에게 반환할 것을 요구하였고, 막낀부는 까오방으로 돌아갈 수 있었다. 이때 막낀부는 막응우옌타인(莫元淸)으로 개명하였는데, 일설에는 그의 아들이었다고 한다.
1673년, 청나라에 삼번의 난이 일어나자 막응우옌타인은 오삼계의 연호인 소무(昭武)를 공개적으로 채용하였고, 오삼계에게 양초(糧草)를 제공함으로써 그를 지지하였다. 오래지 않아 삼번의 난이 진압되었고, 청군이 광서(廣西) 지역에 진입하였다.
1677년, 찐딱이 레 희종의 명의를 빌려 딘반따, 응우옌흐우당(阮有登) 등을 장수로 삼고 다시 까오방을 공격하였다. 막응우옌타인은 패배하였고, 광서의 용주(龍州)로 달아났다. 이로부터 막 왕조의 잔여 세력은 완전히 소멸되었다.
《흠정월사통감강목(欽定越史通鑑綱目)》의 기록에 따르면, 막낀부, 일설에는 그의 아들 막낀꽝(莫敬光)이 1683년에 청조에 의해 후 레 왕조에 인도되었다. 이후 막씨의 자손들로 사로잡히지 않은 자들은 후 레 왕조에 투항하였고, 또한 적지 않은 사람들이 석방되어 찐 주의 관원이 되었다.
| 전 임 막낀코안 | 제9대 대월 막 왕조의 황제 1638년 ~ 1677년 | 후 임 (막 왕조 멸망) |